# Polyblastia torrentis
Polyblastia torrentis är en lavart som beskrevs av Miroslav Servít. Polyblastia torrentis ingår i släktet Polyblastia, och familjen Verrucariaceae. Arten är reproducerande i Sverige.